# Fissidens serrato-marginatus
Fissidens serrato-marginatus là một loài Rêu trong họ Fissidentaceae. Loài này được Müll. Hal. mô tả khoa học đầu tiên năm 1900.